# Baron Wentworth
Wentworth är en högadlig titel i Storbritannien, som skapades 1529 för Thomas Wentworth, 1:e baron Wentworth, som också var de jure sjätte Baron le Despencer. Titeln Baron Wentworth ärvs med kognatisk primogenitur, vilket innebär att såväl manlig som kvinnlig avkomma kan ärva en värdighet, dock med förbehållet att manliga arvtagare alltid går före en kvinnlig.

## Historia

### Släkten Wentworth
Thomas Wentworth, 1:e baron Wentworth blev den första baronen Wentworth år 1529.
Han följdes av sin son med samma namn, Thomas Wentworth, 2:e baron Wentworth. Den andre baronen representerade Suffolk i Brittiska underhuset och var också ansvarig för Calais.
Hans sonson, den 4:e baronen Wentworth, också med identiskt namn, blev upphöjd till earl av Cleveland och titulerades Thomas Wentworth, 1:e earl av Cleveland och blev far till Thomas Wentworth, 5:e baron Wentworth.